# Allamanda calcicola
Allamanda calcicola är en oleanderväxtart som beskrevs av Souza-silva och Rapini. Allamanda calcicola ingår i släktet Allamanda och familjen oleanderväxter. Inga underarter finns listade i Catalogue of Life.